# Rimo Hunt
Rimo Hunt (Haapsalu, 5 november 1985) is een Estisch voetballer die sinds 2014 uitkomt voor het Kazachse Qaysar FK Qızılorda.

## Interlandcarrière
Hunt werd voor het eerst bij de Estische selectie gehaald door bondscoach Rüütli voor de vriendschappelijke interlands tegen Wit-Rusland, Trinidad en Tobago en Kirgizië. Hij maakte uiteindelijk zijn debuut in de wedstrijd tegen Wit-Rusland op 3 juni 2013.
| Interlanddoelpunten van Rimo Hunt voor Estland | Interlanddoelpunten van Rimo Hunt voor Estland | Interlanddoelpunten van Rimo Hunt voor Estland | Interlanddoelpunten van Rimo Hunt voor Estland | Interlanddoelpunten van Rimo Hunt voor Estland | Interlanddoelpunten van Rimo Hunt voor Estland |
| No.                                            | Datum                                          | Wedstrijd                                      | Score                                          | Uitslag                                        | Competitie                                     |
| Als speler bij Qaysar FK                       | Als speler bij Qaysar FK                       | Als speler bij Qaysar FK                       | Als speler bij Qaysar FK                       | Als speler bij Qaysar FK                       | Als speler bij Qaysar FK                       |
| ---------------------------------------------- | ---------------------------------------------- | ---------------------------------------------- | ---------------------------------------------- | ---------------------------------------------- | ---------------------------------------------- |
| 1.                                             | 5 maart 2014                                   | Gibraltar – Estland                            | 0-2                                            | 0–2                                            | Vriendschappelijk                              |